# 黒森 (小坂町)
黒森（くろもり）は、秋田県鹿角郡小坂町にある標高659mの山である。

## 概要
小坂川（米代川水系支流）の余路米沢（よろまえさわ）の上流にあり、一帯は鬱蒼とした森林に覆われている。
東側山麓を流下する砂子沢川（小坂川水系）には、洪水調節、流水の正常な機能の維持と水道用水の供給を目的とする砂子沢ダムが建設されている。

## 近くの山
- 長引山